# اتفاقية حقوق الأشخاص ذوي الإعاقة
اتفاقية حقوق الأشخاص ذوي الإعاقة هي معاهدة دولية لحقوق الإنسان تابعة للأمم المتحدة تهدف إلى حماية حقوق وكرامة الأشخاص ذوي الإعاقة. يلزم الأطراف في الاتفاقية تعزيز وحماية وضمان التمتع الكامل بحقوق الإنسان للأشخاص ذوي الإعاقة وضمان تمتعهم بالمساواة الكاملة بموجب القانون. أسهمت هذه الاتفاقية باعتبارها حافزا رئيسيا في الحركة العالمية من مشاهدة الأشخاص ذوي الإعاقة كمواضيع للصدقة والعلاج الطبي والحماية الاجتماعية نحو النظر إليهم كأعضاء كاملي العضوية وعلى قدم المساواة في المجتمع مع حقوق الإنسان. بل هو أيضا أداة للامم المتحدة الوحيدة حقوق الإنسان ذات البعد التنمية المستدامة الصريحة. كانت اتفاقية المعاهدة الأولى من الألفية الثالثة لحقوق الإنسان.
اعتمد النص من قبل الجمعية العامة للأمم المتحدة في 13 ديسمبر 2006 وفتح باب التوقيع عليها في 30 مارس 2007. بعد التصديق عليها من قبل 20 دولة فقد دخلت حيز التنفيذ في 3 مايو 2008. اعتبارا من مارس 2015 صدق 153 طرف ووقع 159 طرف على المعاهدة بما في ذلك الاتحاد الأوروبي (الذي صادق عليها في 23 ديسمبر 2010 للحد من مسئوليات الدول الأعضاء في النقل إلى الاتحاد الأوروبي). في ديسمبر 2012 صوت مجلس الشيوخ الأمريكي للتصديق عليها. يتم رصد الاتفاقية من قبل اللجنة المعنية بحقوق الأشخاص ذوي الإعاقة.

## التاريخ
من 1981 إلى 1992 هو عقد المعاقين حسب الأمم المتحدة. في عام 1987 أوصى اجتماع عالمي من الخبراء لاستعراض التقدم المحرز أن الجمعية العامة للأمم المتحدة يجب أن تصيغ اتفاقية دولية بشأن القضاء على التمييز ضد الأشخاص ذوي الإعاقة. اقترح الاتفاقية كل من إيطاليا والسويد في وقت لاحق لكن لم يتم التوصل لآراء. جادل العديد من ممثلي الحكومات وثائق حقوق الإنسان القائمة بأنها كافية. بدلا من ذلك تم الاعتماد بشكل غير إلزامي «القواعد الموحدة بشأن تحقيق تكافؤ الفرص للأشخاص ذوي الإعاقة» من قبل الجمعية العامة في عام 1993. في عام 2000 أصدر قادة خمس منظمات إعاقة غير حكومية دولية إعلانا داعيا جميع الحكومات لدعم الاتفاقية. في عام 2001 قررت الجمعية العامة بناء على اقتراح من المكسيك التي أنشئت لجنة مخصصة للنظر في مقترحات لوضع اتفاقية شاملة ومتكاملة لتعزيز وحماية حقوق وكرامة الأشخاص ذوي الإعاقة على أساس نهج شمولي. منظمات حقوق الإعاقة بما في ذلك التحالف الدولي للمعوقين كمنسق للمؤتمر الدولي للإعاقة شارك بنشاط في عملية الصياغة ولا سيما السعي للحصول على دور للأشخاص المعوقين ومنظماتهم في تنفيذ ورصد ما أصبح الاتفاقية.
بدأت المكسيك المفاوضات بدعم نشط من أمريكا اللاتينية والكاريبي. عندما بدأ دعم الاتفاقية يتهاوى في عام 2002 بسبب معارضة المجموعة الأوروبية الغربية وآخرون لعبت نيوزيلندا دورا محوريا في تحقيق الزخم الإقليمي. بوصفها الميسر من 2002 إلى 2003 تولت نيوزيلندا في نهاية المطاف دور رسمي من رئيس اللجنة المخصصة وأدت المفاوضات إلى اتفاق بتوافق الآراء في أغسطس 2006 والعمل عن كثب مع أعضاء المكتب الآخرين الأردن وكوستاريكا والتشيك وجنوب أفريقيا وكذلك كوريا والمكسيك. أصبحت الاتفاقية إحدى اتفاقيات حقوق الإنسان بدعم قوي من جميع المجموعات الإقليمية. وقعت 159 دولة على الاتفاقية عند اقرارها في عام 2007 وصادقت 126 دولة على الاتفاقية في غضون السنوات الخمس الأولى. تقديرا لدورها في إنشاء الاتفاقية تلقى الحاكم العام لنيوزيلندا اناند ساتياناند جائزة الإعاقة العالمية 2008 نيابة عن الأمة.

## الملخص
الاتفاقية تتبع تقاليد القانون المدني وذلك في الديباجة التي تستشهد بمبدأ أن «جميع حقوق الإنسان عالمية وغير قابلة للتجزئة ومترابطة ومتشابكة» من إعلان فيينا وبرنامج العمل تليها 50 مقالة. على عكس العديد من المواثيق والاتفاقيات الأمم المتحدة لا يتم تقسيمها إلى أجزاء رسميا.
تعرف المادة 1 الغرض من الاتفاقية:
المادتين 2 و3 توفر التعاريف والمبادئ العامة بما في ذلك الاتصالات والترتيبات التيسيرية المعقولة والتصميم العام.
المواد 4-32 تحدد حقوق الأشخاص ذوي الإعاقة والتزامات الدول الأطراف تجاههم. كثير من هذه الحقوق تم التأكيد عليها في اتفاقيات الأمم المتحدة الأخرى مثل العهد الدولي الخاص بالحقوق المدنية والسياسية والعهد الدولي الخاص بالحقوق الاقتصادية والاجتماعية واتفاقية مناهضة التعذيب ولكن مع التزامات محددة والتأكد من أنها يمكن أن تتحقق بالكامل من قبل الأشخاص ذوي الإعاقة.
تشمل الحقوق المحددة في هذه الاتفاقية الحق في الوصول بما في ذلك تكنولوجيا المعلومات والحق في العيش المستقل والإدماج في المجتمع (المادة 19) والتنقل الشخصي (المادة 20) والتأهيل وإعادة التأهيل (المادة 26) وإلى المشاركة في الحياة السياسية والعامة والحياة الثقافية وأنشطة الترفيه والرياضة (المادتان 29 و30).
بالإضافة إلى ذلك يجب على أطراف الاتفاقية رفع الوعي بحقوق الإنسان للأشخاص ذوي الإعاقة (المادة 8) وضمان الوصول إلى الطرق والمباني والمعلومات (المادة 9).
المواد 33-39 تحكم حالات التقارير ورصد الاتفاقية من قبل المؤسسات الوطنية لحقوق الإنسان (المادة 33) واللجنة المعنية بحقوق الأشخاص ذوي الإعاقة (المادة 34).
المواد 40-50 تحكم التصديق ودخول حيز النفاذ وتعديل الاتفاقية. تتطلب المادة 49 أيضا أن الاتفاقية تكون متوفرة في أشكال يسهل الاطلاع عليها.

## الأحكام الأساسية

### مبادئ الاتفاقية التوجيهية
هناك ثمانية مبادئ توجيهية تكمن وراء الاتفاقية:
- احترام كرامة الأشخاص المتأصلة واستقلالهم الذاتي بما في ذلك حرية تقرير خياراتهم بأنفسهم واستقلاليتهم.
- عدم التمييز.
- المشاركة الكاملة والفعالة والاندماج في المجتمع.
- احترام الفوارق وقبول الأشخاص ذوي الإعاقة كجزء من التنوع البشري والطبيعة البشرية.
- تكافؤ الفرص.
- إمكانية الوصول.
- المساواة بين الرجل والمرأة.
- احترام القدرات المتطورة للأطفال ذوي الإعاقة واحترام حق الأطفال ذوي الإعاقة في الحفاظ على هويتهم.

### تعريف الإعاقة
الاتفاقية تتبنى النموذج الاجتماعي للإعاقة وتحدد الإعاقة باعتبارها:

### مبدأ "الترتيبات التيسيرية المعقولة
تعرف الاتفاقية "الترتيبات التيسيرية المعقولة" ليكون "التعديلات والترتيبات اللازمة والمناسبة التي لا تفرض عبئا غير متناسب أو غير ضروري حيث أن هناك حاجة إليها في حالة محددة لضمان تمتع الأشخاص ذوي الإعاقة بها أو ممارستها على قدم المساواة مع الآخرين حسب حقوق وحريات الإنسان الأساسية "في المادة 2 ويطال هذا جميع جوانب الحياة بما في ذلك التعليم الشامل".

### منع التمييز
تؤكد المادة 8 من الاتفاقية التوعية لتعزيز احترام الحقوق والكرامة ضد التمييز:
1. رفع الوعي في المجتمع بأسره بما في ذلك على مستوى الأسرة بشأن الأشخاص ذوي الإعاقة وتعزيز احترام حقوق وكرامة الأشخاص ذوي الإعاقة.
2. مكافحة القوالب النمطية وأشكال التحيز والممارسات الضارة المتعلقة بالأشخاص ذوي الإعاقة بما فيها تلك القائمة على الجنس والسن في جميع مجالات الحياة.
3. تعزيز الوعي بقدرات وإسهامات الأشخاص ذوي الإعاقة.
4. بدء ومتابعة تنظيم حملات توعية عامة فعالة تهدف إلى:
  1. تعزيز تقبل حقوق الأشخاص ذوي الإعاقة.
  2. تعزيز المفاهيم الإيجابية ووعي اجتماعي أعمق تجاه الأشخاص ذوي الإعاقة.
  3. تشجيع الاعتراف بمهارات وكفاءات وقدرات الأشخاص ذوي الإعاقة وإسهاماتهم في مكان العمل وسوق العمل.
5. تشجيع جميع أجهزة وسائل الإعلام لتصوير الأشخاص ذوي الإعاقة بطريقة تتفق مع الغرض من هذه الاتفاقية.
6. تعزيز برامج تدريبية للتوعية بشأن الأشخاص ذوي الإعاقة وحقوق الأشخاص ذوي الإعاقة.

### إمكانية الوصول
تؤكد الاتفاقية على أن الأشخاص ذوي الإعاقة يجب أن يكونوا قادرين على العيش في استقلالية والمشاركة بشكل كامل في جميع جوانب الحياة. لهذه الغاية ينبغي للدول الأطراف أن تتخذ التدابير المناسبة لتكفل للأشخاص ذوي الإعاقة الوصول إلى البيئة المادية المحيطة ووسائل النقل وتكنولوجيا المعلومات والاتصالات والمرافق والخدمات الأخرى المتاحة المقدمة للجمهور. يمكن تصنيف الوصول إلى ثلاث مجموعات رئيسية:
1. الوصول البدني.
2. خدمة الوصول.
3. الوصول إلى الاتصالات والمعلومات.

### حالات الخطر والطوارئ الإنسانية
تؤكد المادة 11 من الاتفاقية على أن تتخذ الدول الأطراف وفقا لالتزاماتها بموجب القانون الدولي بما في ذلك القانون الدولي الإنساني والقانون الدولي لحقوق الإنسان جميع التدابير اللازمة لضمان حماية وسلامة الأشخاص ذوي الإعاقة في حالات النزاع المسلح وحالات الطوارئ الإنسانية وحدوث كارثة طبيعية.

### الاعتراف أمام القانون والأهلية القانونية
تؤكد المادة 12 من الاتفاقية الاعتراف بالسواسية أمام القانون والأهلية القانونية للأشخاص ذوي الإعاقة.
يتوجب على الدول الأطراف:
1. التأكيد من جديد أن للأشخاص ذوي الإعاقة الحق في أن الاعتراف بهم كل مكان كشخص أمام القانون.
2. تمتع الأشخاص ذوي الإعاقة بأهلية قانونية على قدم المساواة مع الآخرين في جميع مناحي الحياة.
3. اتخاذ التدابير المناسبة لتوفير إمكانية حصول الأشخاص ذوي الإعاقة على الدعم المطلوب لممارسة أهليتهم القانونية.
4. التأكد من أن جميع التدابير المرتبطة بالممارسة الأهلية القانونية للضمانات المناسبة والفعالة لمنع الاعتداء وفقا للقانون الدولي لحقوق الإنسان. تكفل هذه الضمانات أن التدابير المرتبطة بممارسة الأهلية القانونية احترام الحقوق والإرادة وأفضلياته وأن تكون مجردة من تضارب المصالح وتأثير لا مسوغ له ومتناسبة ومتماشية لظرف الشخص وتسري في أقصر وقت ممكن وتخضع لمراجعة منتظمة من جانب سلطة أو هيئة قضائية مختصة ومستقلة ونزيهة. تكون هذه الضمانات متناسبة مع القدر الذي تؤثر به التدابير في حقوق الشخص ومصالحه.

### الوصول إلى القضاة
المادة 13 من الاتفاقية تؤكد الوصول الفعال إلى العدالة للأشخاص ذوي الإعاقة مشيرا إلى أن:
1. تكفل الدول الأطراف الوصول الفعال إلى العدالة للأشخاص ذوي الإعاقة على قدم المساواة مع الآخرين بما في ذلك من خلال توفير التيسيرات الإجرائية وسن المناسبة من أجل تسهيل دورهم الفعال في المشاركة المباشرة وغير المباشرة بما في ذلك بصفتهم شهودا في جميع الإجراءات القانونية بما في ذلك في المراحل الأولية للتحقيق وغيرها.
2. من أجل مساعدة ضمان الوصول الفعال إلى العدالة للأشخاص ذوي الإعاقة ينبغي للدول الأطراف تشجيع التدريب المناسب للعاملين في مجال إقامة العدل بما في ذلك الشرطة وموظفي السجون. يشار إلى هذه المادة مع المادة 12 من «دليل على السجناء من ذوي الاحتياجات الخاصة» من قبل مكتب الأمم المتحدة المعني بالمخدرات والجريمة.

### الحق في التعليم
تنص الاتفاقية على أن الأشخاص ذوي الإعاقة ينبغي ضمان حقهم في التعليم الشامل على جميع المستويات بغض النظر عن العمر من دون تمييز وعلى أساس تكافؤ الفرص.
ينبغي للدول الأطراف أن تضمن:
1. لا يتم استبعاد الأطفال ذوي الإعاقة من التعليم الابتدائي المجاني والإلزامي أو من التعليم الثانوي.
2. البالغين ذوي الإعاقة الحصول على التعليم العالي والتدريب المهني وتعليم الكبار والتعلم مدى الحياة.
3. الأشخاص ذوي الإعاقة على الدعم اللازم في نطاق نظام التعليم العام لتيسير حصولهم على تعليم فعال.
4. يتم وضع تدابير دعم فردية فعالة لتحقيق أقصى قدر من النمو الأكاديمي والاجتماعي.

ينبغي للدول الأطراف أن تتخذ التدابير المناسبة مثل:
1. المصادقة على تعلم طريقة برايل وأنواع الكتابة البديلة المعززة والبديلة ووسائط ووسائل وأشكال الاتصال ومهارات التوجيه والتنقل وتيسير الدعم والتوجيه بواسطة الأقران.
2. دعم تعلم لغة الإشارة وتشجيع الهوية اللغوية لفئة الصم.
3. الدعوة إلى تعليم الأشخاص ولا سيما الأطفال الذين هم العميان و/ أو الصم يتم تسليمها في اللغات ووسائل الاتصال للأشخاص الأكثر ملائمة.
4. توظيف المعلمين بمن فيهم مدرسو ذوو الإعاقة الذين يتقنون لغة الإشارة و/ أو طريقة برايل ولتدريب الأخصائيين والموظفين حول التوعية بالإعاقة واستخدام طرق وأشكال الاتصال المعززة والبديلة والتقنيات التعليمية والمواد اللازمة لدعم الأشخاص ذوي الإعاقة.

### الحق في الصحة
تنص المادة 25 على أن «للأشخاص ذوي الإعاقة الحق في التمتع بأعلى مستوى من الصحة يمكن بلوغه دون تمييز على أساس الإعاقة».

### حماية السلامة الشخصية
تنص المادة 17 من الاتفاقية على أن كل شخص ذي إعاقة الحق في احترام السلامة البدنية والعقلية له أو لها على قدم المساواة مع الآخرين.

### احترام الأسرة
تحظر المادة 23 من الاتفاقية التعقيم الإجباري للمعوقين وتضمن حقهم في تبني الأطفال.

### التأهيل وإعادة التأهيل
تؤكد المادة 26 من الاتفاقية على أن "تتخذ الدول الأطراف تدابير فعالة ومناسبة بما في ذلك عن طريق دعم الأقران لتمكين الأشخاص ذوي الإعاقة من تحقيق والحفاظ على أقصى قدر من الاستقلالية والقدرة البدنية والعقلية والاجتماعية والمهنية على الوجه الأكمل وكفالة إشراكهم ومشاركتهم بشكل تام في كل جوانب الحياة ولتحقيق هذه الغاية تقوم الدول الأطراف بتنظيم وتعزيز وتوسيع خدمات شاملة التأهيل وإعادة التأهيل والبرامج وخاصة في مجالات الصحة والعمل والتعليم والخدمات الاجتماعية في مثل هذه الطريقة أن هذه الخدمات والبرامج:
1. تبدأ في أقرب مرحلة قدر الإمكان وتستند إلى تقييم متعدد التخصصات لاحتياجات ونقاط القوة الفردية.
2. مشاركة الدعم وإدراجه في المجتمع المحلي وفي جميع نواحي المجتمع وطوعية وتتوفر للأشخاص ذوي الإعاقة أقرب مكان ممكن للمجتمعات المحلية بما في ذلك في المناطق الريفية.
3. تشجع الدول الأطراف على وضع برامج التدريب الأولي والمستمر للأخصائيين والموظفين العاملين في خدمة التأهيل وإعادة التأهيل.
4. تشجع الدول الأطراف توفر ومعرفة واستخدام الأجهزة والتقنيات المعينة المصممة للأشخاص ذوي الإعاقة حسب صلتها بالتأهيل وإعادة التأهيل.

### حقوق المشاركة
اتفاقية حقوق الأشخاص ذوي الإعاقة تعترف بأن «الإعاقة تحدث بسبب التفاعل بين الأشخاص المصابين بعاهة والحواجز في المواقف والبيئات المحيطة التي تحول دون مشاركتهم مشاركة كاملة وفعالة في المجتمع على قدم المساواة مع الآخرين» وأن «الأشخاص ذوي الإعاقة تستمر لمواجهة حواجز تعترض مشاركتهم كأعضاء متساوين في المجتمع».
الاتفاقية تجعل مشاركة تعطيل أحد مبادئها قائلة «تنص مبادئ الاتفاقية على: ... المشاركة الكاملة والفعالة والاندماج في المجتمع» وتكرس لاحقا حق المعوقين في المشاركة الكاملة وعلى قدم المساواة في المجتمع والتعليم وكل جانب من جوانب الحياة (في سياق التأهيل وإعادة التأهيل) الحياة السياسية والعامة والثقافية والترفيهية والرياضية.
ينبغي للدول الأطراف أن تتخذ التدابير المناسبة مثل:
1. لتمكين الأشخاص ذوي الإعاقة أن تتاح لهم الفرصة للتطوير واستغلال الإمكانات الإبداعية الخاصة الفنية والفكرية وليس فقط لمصلحتهم الخاصة ولكن أيضا لإثراء المجتمع.
2. وفقا للقانون الدولي ضمان أن قانون حماية حقوق الملكية الفكرية لا يشكل عائقا تعسفيا أو تمييزيا إلى إمكانية حصول الأشخاص ذوي الإعاقة من المواد الثقافية.
3. يجب على الأشخاص ذوي الإعاقة أن يكون لهم الحق في المساواة مع الآخرين وأن يحظوا بالاعتراف ودعم الهوية الثقافية واللغوية الخاصة بهم بما في ذلك لغة الإشارة وثقافة الصم.

### العمل والتوظيف
تشترط المادة 27 أن الدول الأطراف بحق الأشخاص ذوي الإعاقة في العمل على قدم المساواة مع الآخرين ويشمل هذا الحق إتاحة الفرصة لهم لكسب الرزق في عمل يختارونه أو يقبلونه بحرية في سوق العمل بحرية وبيئة عمل مفتوحة وشاملة ويمكن الوصول للأشخاص ذوي الإعاقة. إن على الدول الأطراف حماية وتعزيز إعمال الحق في العمل بما في ذلك أولئك الذين تصيبهم الإعاقة خلال العمل عن طريق اتخاذ الخطوات المناسبة بما في ذلك من خلال سن التشريعات لأمور منها:
1. حظر التمييز على أساس الإعاقة فيما يتعلق بجميع المسائل المتعلقة بكافة أشكال العمل واستمرار العمل والتقدم الوظيفي وظروف عمل آمنة وصحية.
2. حماية حقوق الأشخاص ذوي الإعاقة على قدم المساواة مع الآخرين إلى ظروف مواتية فقط والعمل بما في ذلك تكافؤ الفرص والمساواة في الأجر عن عمل ذي قيمة متساوية وآمنة وظروف العمل الصحية بما في ذلك الحماية من التحرش والانتصاف للمظالم.
3. تكفل للأشخاص ذوي الإعاقة ممارسة حقوقهم العمالية والنقابية على قدم المساواة مع الآخرين.
4. تمكين الأشخاص ذوي الإعاقة من الحصول بصورة فعالة على البرامج العامة للتوجيه التقني والمهني وخدمات التوظيف والتدريب المهني والمستمر.
5. تعزيز فرص العمل والتقدم الوظيفي للأشخاص ذوي الإعاقة في سوق العمل فضلا عن تقديم المساعدة في الاكتشاف والحصول عليه والمداومة عليه والعودة إلى العمل.
6. تعزيز فرص العمل الحر وريادة الأعمال وتطوير الأعمال التعاونية والبدء.
7. ضمان توفير الترتيبات التيسيرية المعقولة للأشخاص ذوي الإعاقة في مكان العمل.
8. تشجيع اكتساب الأشخاص ذوي الإعاقة للخبرات المهنية في سوق العمل المفتوحة.
9. تعزيز برامج إعادة التأهيل المهني والوظيفي والاحتفاظ بالوظائف وبرامج العودة إلى العمل للأشخاص ذوي الإعاقة.

تكفل الدول الأطراف أن الأشخاص ذوي الإعاقة أن لا يستعبدوا وحمايتهم على قدم المساواة مع الآخرين من القوات أو العمل الإلزامي.

### مستوى المعيشة اللائق والحماية الاجتماعية
تشترط المادة 28 أن تعترف الدول الأطراف بحق الأشخاص ذوي الإعاقة في التمتع بمستوى معيشي لائق لهم ولأسرهم وتوفير ما يفي بحاجتهم من الغذاء والكساء والمأوى وبحقه في تحسين متواصل لظروفه المعيشية واتخاذ الخطوات المناسبة لضمان والعمل على تحقيق هذه الحقوق دون تمييز على أساس الإعاقة.
تعترف الدول الأطراف بحق الأشخاص ذوي الإعاقة في الحماية الاجتماعية والتمتع بهذه الحقوق دون تمييز على أساس الإعاقة واتخاذ الخطوات المناسبة لحماية وتعزيز إعمال حقوق بما في ذلك التدابير:
1. ضمان المساواة في إمكانية حصول الأشخاص ذوي الإعاقة لتنظيف خدمات المياه وضمان الوصول إلى الخدمة المناسبة وبأسعار معقولة والجهاز وغيرها من المساعدات لتلبية الاحتياجات المرتبطة بالإعاقة.
2. ضمان وصول الأشخاص ذوي الإعاقة وخاصة النساء والفتيات ذوات الإعاقة وكبار السن المعوقين من برامج الحماية الاجتماعية وبرامج الحد من الفقر.
3. ضمان وصول الأشخاص ذوي الإعاقة وأسرهم الذين يعيشون في حالة الفقر من المساعدة التي تقدمها الدولة لتغطية النفقات المتعلقة بالإعاقة بما في ذلك التدريب المناسب وإسداء المشورة والمساعدة المالية والرعاية المؤقتة.
4. ضمان وصول الأشخاص ذوي الإعاقة من برامج الإسكان العام.
5. ضمان المساواة في إمكانية حصول الأشخاص ذوي الإعاقة على استحقاقات وبرامج التقاعد.

### الحق في التصويت

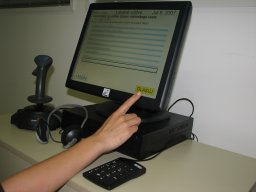
آلة مصممة خصيصا لاستخدامها من قبل الناخبين المعوقين.

تشترط المادة 29 أن جميع الدول المتعاقدة حماية «حق الأشخاص ذوي الإعاقة في التصويت عن طريق الاقتراع السري في الانتخابات والاستفتاءات العامة». وفقا لهذا الحكم فإن على كل دولة متعاقدة توفير معدات التصويت التي من شأنها تمكين الناخبين المشاركة المستقلة والسرية في التصويت. بعض الديمقراطيات على سبيل المثال الولايات المتحدة واليابان وهولندا وسلوفينيا وألبانيا والهند تسمح للناخبين المعوقين استخدام آلات التصويت الإلكترونية التي تساعد الناخبين المعوقين لملء ورقة الاقتراع الورقية. في حالات أخرى من بينها أذربيجان وكوسوفو وكندا وغانا والمملكة المتحدة ومعظم البلدان الأفريقية والآسيوية فإنه يمكن للناخبين ضعاف البصر استخدام أصواتهم في الاقتراع بلغة برايل. العديد من هذه وكذلك بعض الديمقراطيات الأخرى تشيلي على سبيل المثال تستخدم مكاتب للتعديل بحيث الناخبين على الكراسي المتحركة يمكن الاقتراب منهم. بعض الديمقراطيات تسمح فقط لشخص آخر بملء ورقة اقتراع الناخب الأعمى. مثل هذا الترتيب لا يضمن سرية الاقتراع.
تتطلب المادة 29 أيضا من الدول المتعاقدة ضمان «أن إجراءات التصويت ومرافقه ومواده مناسبة وميسرة وسهلة الفهم والاستعمال». في بعض الديمقراطيات مثل السويد والولايات المتحدة فإن جميع مراكز الاقتراع يمكن الوصول إليها بشكل كامل للناخبين المعوقين بالفعل.

## التحفظات
قدمت عدة أطراف تحفظاتها وإعلاناتها التفسيرية على الاتفاقية.
أستراليا لا تعتبر نفسها ملزمة لوقف المداواة القسرية للمرضى العقليين.
يقبل السلفادور الاتفاقية لدرجة أنها متوافقة مع دستورها.
مالطا تفسر الحق في الصحة في المادة 25 من الاتفاقية على أنه لا يعني الحق في الإجهاض. كما أنها تحتفظ أيضا بالحق في مواصلة تطبيق قوانينها الانتخابية الخاصة حول إمكانية الوصول والمساعدة.
موريشيوس لا تعتبر نفسها ملزمة بالالتزام المادة 11 على اتخاذ جميع التدابير اللازمة لحماية الأشخاص ذوي الإعاقة أثناء الكوارث الطبيعية والنزاعات المسلحة أو حالات الطوارئ الإنسانية ما لم يسمح به التشريع المحلي.
هولندا يفسر الحق في الحياة في المادة 10 في إطار قوانينها المحلية. وتفسر المادة 25 (و) التي تمنع إنكار التمييز من الرعاية الصحية والسماح للشخص في رفض العلاج الطبي بما في ذلك الطعام أو السوائل.
بولندا تفسر المادتين 23 و25 بعدم منح الحق في الإجهاض.
المملكة المتحدة لديها تحفظات تتعلق بالحق في التعليم والهجرة والخدمة في القوات المسلحة وقانون الضمان الاجتماعي.

## البروتوكول الاختياري
البروتوكول الاختياري لاتفاقية حقوق الأشخاص ذوي الإعاقة هو اتفاق جانبي في الاتفاقية تسمح للأطراف الاعتراف باختصاص اللجنة المعنية بحقوق الأشخاص ذوي الإعاقة للنظر في الشكاوى المقدمة من الأفراد. النص يستند بشكل كبير على البروتوكول الاختياري لاتفاقية القضاء على جميع أشكال التمييز ضد المرأة.
دخل البروتوكول الاختياري حيز التنفيذ مع الاتفاقية في 3 مايو 2008. اعتبارا من سبتمبر 2012 وقع على البروتوكول 92 طرف وصدق عليه 78 طرف.

## اللجنة المعنية بحقوق الأشخاص ذوي الإعاقة
لجنة حقوق الأشخاص ذوي الإعاقة هي هيئة من خبراء حقوق الإنسان مكلفة بمراقبة تنفيذ الاتفاقية. كانت تتألف في البداية من 12 خبير مستقل في مجال حقوق الإنسان نصفهم منتخبين لمدة سنتين والنصف الآخر منتخب لمدة أربع سنوات. بعد ذلك سيتم انتخاب أعضاء لمدة أربع سنوات مع نصف عدد الأعضاء المنتخبين كل عامين. كما حققت الاتفاقية 80 تصديق وسيتم توسيع اللجنة إلى 18 عضوا، وقد نصت المادة (٤٠) من الاتفاقية على أن تجتمع الدول الأطراف بشكل دوري بهدف متابعة مستوى التقدم ومشاركة أفضل الممارسات فيما يتعلق بتنفيذ اتفاقية حقوق الأشخاص ذوي الإعاقة، وقد عُقدت ١٥ دورة لهذا المؤتمر وستعقد الدورة ١٦ خلال الفترة من ١٣-١٥ يونيه ٢٠٢٣م في مقر الأمم المتحدة في نيويورك.